# Lonesome Luke, Plumber
Lonesome Luke, Plumber er en amerikansk stumfilm fra 1917.

## Medvirkende
- Harold Lloyd som Lonesome Luke
- Snub Pollard
- Bebe Daniels
- Bud Jamison
- Gilbert Pratt